# عبد الحسن زلزلة
الدكتور عبد الحسن علي زلزلة هو اقتصادي ودبلوماسي وشاعر عراقي، ولد في مدينة العمارة أو النجف سنة 1928، وتوفي في كندا سنة 2018.

## سيرته
أكمل الثانوية في بغداد سنة 1941، ثم تخرج من كلية الحقوق ببغداد، ثم حصل على الدكتوراه في الاقتصاد من جامعة إنديانا في الولايات المتحدة الأمريكية عام 1957.
عمل رئيسا لدائرة الأبحاث في البنك المركزي العراقي فنائبا لمحافظ البنك حتى عام 1963، وخلال هذه الفترة ساهم في التخطيط والتشريع لخروج العراق من المنطقة الإسترلينية الاقتصادية لتعزيز استقلاله الاقتصادي بعد ثورة 14 تموز 1958، ثم عين سفيرا للعراق في طهران سنة 1963.
اختير وزيرا للصناعة في حزيران 1964 في وزارة طاهر يحيى الثانية، ثم وزيرا للتخطيط في تشرين الثاني 1964 حتى أيلول 1965 في وزارة طاهر يحيى الثالثة. وأعدت برئاسته إبان توليه وزارة التخطيط الخطة الخمسية للعراق 1965 - 1969 والتي تركزت على بناء تخطيط مركزي للدولة وبنيت على توزيع مشاريع التنمية على المحافظات لتقليل الفوارق بين مدن العراق.
عين بعدها سفيرا للعراق في فيينا ثم القاهرة ومونتريال حتى عام 1968 حيث اختير محافظا للبنك المركزي حتى عام 1973، ثم عين بطلب من الجامعة العربية أمينا عاما مساعدا للجامعة العربية للشؤون الاقتصادية حتى عام 1987. وخلال تسنمه هذا المنصب، ساهم في وضع خطة متكاملة للتنمية الاقتصادية العربية المتكاملة وعكف على تطبيقها خلال عمله في الجامعة العربية وشارك بوضع إستراتيجية العمل الاقتصادي العربي المشترك وميثاق العمل القومي الاقتصادي وعقد التنمية العربية المشتركة وتقديمها إلى أول قمة اقتصادية عربية عقدت في عمان عام 1980.
أقام في أوتاوا في كندا منذ عام 1988 حتى وفاته في 15 آذار 2018.

## مؤلفاته وأشعاره
رفد المكتبة العراقية والعربية بالعديد من البحوث والمؤلفات الاقتصادية كما رفد الشعر العربي بالعديد من القصائد الوطنية.
اشتهرت قصيدته الميمية في ذكر الإمام الحسين بن علي، والتي يقول في مطلعها:
ومن قصائده «تمثال العبودية» التي أثارت ضجة كبيرة في بغداد سنة 1947، وفيها انتقد أن يكون في العراق تمثالا لمحتله الجنرال مود وقال فيها:

### مؤلفاته[2]
1. السياسة النقدية في العراق 1960
2. ميثاق العمل الاقتصادي القومي
3. الحوار العربي الأوربي
4. الخطة الاقتصادية القومية في العراق
5. العراق في المنطقة الاسترلينية
6. إستراتيجية العمل العربي المشترك

## روابط خارجية
- الدكتور عبد الحسن زلزلة الاكاديمي والاقتصادي والشاعر والسفير والوزير، مدونة الدكتور إبراهيم العلاف